# Görwangs
Görwangs ist ein Ortsteil der Gemeinde Aitrang im schwäbischen Landkreis Ostallgäu.

## Geografie
Das Dorf liegt in der bayerischen Planungsregion Allgäu, zwei Kilometer nordwestlich von Aitrang.

## Geschichte
Görwangs war Teil der Reichsvogtei des Klosters St. Mang (Füssen), das seit 1227 die Niedergerichtsbarkeit innehatte. Aitring bildete dabei mit Binnings, Görwangs, Münzenried und Umwangs die „untere Vogtei“. Die Reichsvogtei war mehrmals verpfändet und als letztes 1524 vom Fürststift Kempten erworben worden. Bereits 1510 wurde oberhalb Görwangs die Kirche St. Alban errichtet. Von 1697 bis 1699 entstand ein größerer Neubau der zu dieser Zeit bedeutenden Wallfahrtskirche. Der Hochaltar (um 1706/07) wird dem berühmten Baumeister und Stuckateur Dominikus Zimmermann zugeschrieben. Der Ort fiel im Reichsdeputationshauptschluss 1803 an die Fürsten Oettingen-Wallerstein, mit der Rheinbundakte 1806 kam er zum Königreich Bayern. Seit der Begründung der Gemeinde Aitrang mit dem bayerischen Gemeindeedikt von 1818 gehört Görwangs zu dieser Gemeinde.